# Mijn naam is Asjer Lev
Mijn naam is Asjer Lev (oorspronkelijk (Engels): My Name is Asher Lev) is een roman van de Joods-Amerikaanse schrijver en rabbijn Chaim Potok uit 1972. Het boek werd in 1974 in het Nederlands vertaald door Lennaert Nijgh.

## Het verhaal
Het Joodse jongetje Asjer Lev groeit als artiest op in de chassidisch-joods gemeenschap van Brooklyn (wijk in New York). Asjer moet zijn hele leven vechten tegen de opvattingen van zijn gemeenschap, vooral ook van zijn vader. De gemeenschap ziet zijn artistieke gave immers als iets van de gojim (de heidenen) en een gift van satan.
Naarmate Asjer opgroeit raakt hij steeds meer van zijn gemeenschap verwijderd, doordat hij zich meer met tekenen bezighoudt dan met het jodendom wat niet goed valt binnen de gemeenschap. Toch wil Asjer in zijn leven het jodendom niet afzweren zodat hij zich als volwassen kunstenaar kleedt als een orthodoxe jood.
In de belangrijkste passage van het boek beschrijft Potok dat Asjer twee schilderijen maakt van de kruisiging van Jezus met daarop zijn moeder die lijdt onder de keuze die ze moet maken tussen Asjer en zijn vader die Asjer als artiest niet accepteert omdat hij naakte mensen schildert. Het eerste schilderij toont de moeder voor het raam, zoals steeds in haar leven voor het raam stond wanneer ze op iemand wachtte met het gevoel dat er iets erg ging gebeuren met die persoon. Het tweede schilderij toont de moeder vastgebonden aan het gordijn en de spijlen van het raam, Asjer en zijn vader kijken naar haar op. Dit schilderij toont de keuze die ze moet maken tussen Asjer en zijn vader en hoe ze lijdt onder de relatie die Asjer en zijn vader hebben.
Nadat zijn ouders deze schilderijen hebben gezien is Asjer niet meer welkom bij zijn ouders en zijn gemeenschap.